# Scopula samothracica
Scopula samothracica är en fjärilsart som beskrevs av Koutsaftikis 1973. Scopula samothracica ingår i släktet Scopula och familjen mätare. Inga underarter finns listade.